# Apenes marginalis
Apenes marginalis är en skalbaggsart som beskrevs av Pierre François Marie Auguste Dejean. Apenes marginalis ingår i släktet Apenes och familjen jordlöpare. Inga underarter finns listade i Catalogue of Life.